# 伊吹山スキー場

伊吹山スキー場（いぶきやまスキーじょう）は、滋賀県米原市上野にあったスキー場。2010年にスキー用のリフトなどが撤去され閉鎖された。

## 沿革
1956年（昭和31年）、近江鉄道の運営により開業。しかし、親会社の業績不振、スキー人口減少等により、2005年10月31日に一旦営業を終了した。
その後、地元からの強い要望もあり、スキー産業関連の企業集団ピステグループの運営会社「ピステジャポン」（東京都渋谷区）が引き継ぎ、12月23日から営業を再開、名称も「ピステジャポン伊吹」に変更された。しかしながら、スキー人口の減少、運営会社の経営難、近年の地球温暖化に伴う積雪量の減少などの原因が重なり2008年以降休業し、2010年にはスキー用のリフトが撤去されて閉鎖された。麓から3合目までの伊吹山コンドラは、その後も登山・観光用に夏季に季節運行されていたが、2011年夏季は当初HPなどで運行を予告していたものの、すべて運休となりそのまま廃止された。なお、リフト・ゴンドラについては、国土交通省近畿運輸局へ鉄道事業法に基づき休止を届けている。

## コース
ゴンドラと4本のリフトにより、5本のコースとキッズゲレンデが設定されていた。
- 3合目ゲレンデ（ICSゲレンデ）
- 3合目コース
- 4合目コース
- 5合目Aコース
- 5合目Bコース

## 以前のコース
ピステジャポンに引き継がれる前には、下記のコースが展開されていた。
- 2合目ゲレンデ
- 1合目ゲレンデ

このゲレンデが閉鎖される経緯は、南向き斜面である上に、気候変動による気温の上昇で積雪が少なくなったこと等が挙げられる。また、セメント工場によって、風向きが変わった事も積雪減少の遠因となった。

## 所在地
〒521-0312
滋賀県米原市上野1855